# Bennecarrigan Free Church
De Bennecarrigan Free Church is een klein monumentaal kerkje van de Free Church of Scotland, langs de A841 in de buurt van het Schotse dorp Kilmory op het zuidelijk deel van het eiland Arran. In 2009 is hier de laatste kerkdienst gehouden.
De kerk is gebouwd in de tweede helft van de 19e eeuw in Gotische stijl. Door Historic Scotland is het kerkje als monument geregistreerd in de categorie B onder nummer ID: 13633. Bezienswaardig is ook de stenen omwalling (Boundary Wall). Het kerk en de omwalling bestaan uit geelbruine zandstenen, afkomstig uit een nabijgelegen groeve. Tegenover de kerk staat een oorlogsmonument. Barricarrigan bestaat uit slechts enkele huizen. Ook het iets grotere Kilmory heeft slechts enige honderden inwoners.
In 1891 komt wordt door de Free Church of Scotland een zendingspost geopend op Arran onder de naam Mission Station at the South End. Het eiland Arran is veel minder behoudend dan bijvoorbeeld Lewis en Skye waar de Free Church of Scotland een belangrijke positie in neemt. De eerste twee jaar worden kerkdiensten gehouden in een schoolgebouw, waarna in 1893 het kerkje aan de Ross Road wordt geopend. Consulent van de gemeente was rev. J.W. MacDougall uit Shiskine. Het kerkje had als bijnaam, de Tin Tabernacle.

## Externe links

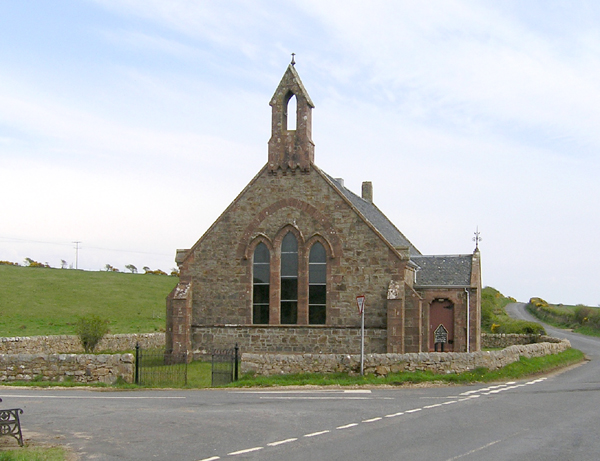
Zicht op de voorkant van de kerk

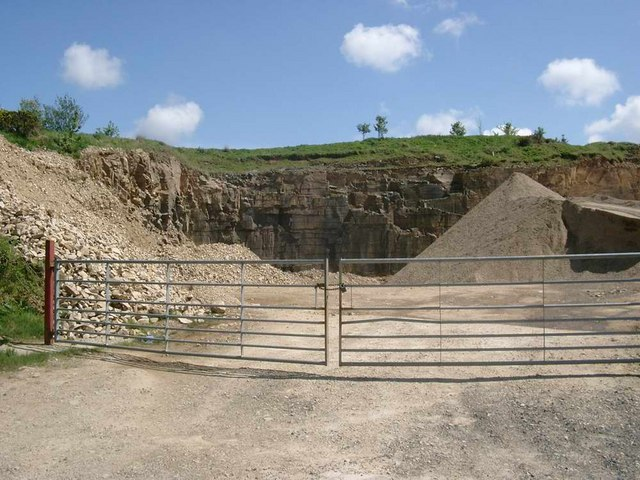
Groeve vanwaar de zandsteen komt

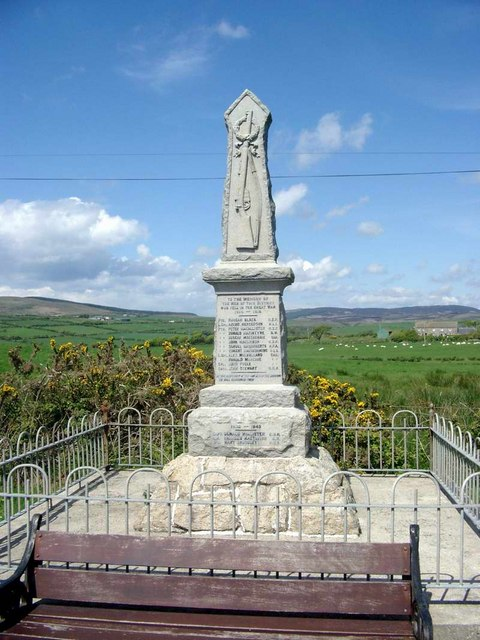
Oorlogsmonument tegenover de kerk